# Bacchisa cyaneoapicalis
Bacchisa cyaneoapicalis är en skalbaggsart som först beskrevs av J. Linsley Gressitt 1939.  Bacchisa cyaneoapicalis ingår i släktet Bacchisa och familjen långhorningar. Inga underarter finns listade.